# The Rational Optimist
The Rational Optimist är en populärvetenskaplig bok från 2010 av journalisten och affärsmannen Matt Ridley. Ridley argumenterar för att fördelarna med handel, teknik, innovation och förändring kommer oundvikligen öka människans välstånd.

## Utgåva
- 2010 - Ridley, Matt (på engelska). The Rational Optimist. USA: Harper. Libris 11885817. ISBN 9780061452062